# Jamie Rivers
Jamie Rivers (Ottawa, 16 marzo 1975) è un allenatore di hockey su ghiaccio ed ex hockeista su ghiaccio canadese.
Giocava nel ruolo di difensore.

## Carriera
Jamie Rivers ha giocato per i New York Islanders, gli Ottawa Senators, i Boston Bruins, i Florida Panthers, i Detroit Red Wings, i Phoenix Coyotes e i St. Louis Blues per un totale di 454 partite e 66 punti nella National Hockey League. Nella stagione 2007/2008 il difensore canadese ha militato nel campionato russo con lo Spartak Mosca. Dal 25 novembre 2009 fino alla stagione Jamie Rivers giocò per l'HC Ambrì-Piotta come difensore. Si ritirò nel 2011.

## Palmarès

### Nazionale
- Campionato mondiale di hockey su ghiaccio Under-20: 1

Canada 1995

### Individuale
- Max Kaminsky Trophy: 1

1993-1994
- OHL First All-Star Team: 1

1993-1994
- OHL Second All-Star Team: 1

1994-1995
- CHL Second All-Star Team: 1

1993-1994
- AHL Second All-Star Team: 1

1996-1997
- AHL All-Star Classic: 2

1996, 1997